# Оваро
Ова̀ро (на италиански: Ovaro; на фриулски: Davâr, Давар) е село и община в Северна Италия, провинция Удине, автономен регион Фриули-Венеция Джулия. Разположено е на 525 m надморска височина. Населението на общината е 2064 души (към 2010 г.).